# Џон Њуком
Џон Дејвид Њуком (енгл. John David Newcombe) је бивши аустралијски тенисер. Освајач је седам гренд слем турнира у појединачној конкуренцији и седамнаест у игри парова. Укупно је освојио 68 турнира у појединачној конкуренцији од којих 32 у опен ери. Други је тенисер који се нашао на првом месту АТП листе, где је провео осам недеља.

## Биографија
Џон Њуком је био јуниорски првак Аустралије 1961, 1962. и 1963. и члан Дејвис куп тима који је победио 1964. Прву Гренд слем титулу је освојио 1965. када је, заједно са Тонијем Рочом, победио на Отвореном првенству Аустралије у игри парова. Исте године њих двојица су победили и на турниру у Вимблдону. Њих двојица су победили на Аустралијан опену још три, на Вимблдону још четири пута. На Ју-Ес опену су победили 1967. док су на Ролан Гаросу победили 1967. и 1969.. Укупно су освојили дванаест Гренд слем титула у игри парова, што представља рекорд у мушкој конкуренцији.
Игра Џона Њукома се заснивала на снажном сервису и волеју, често је погађао ас из другог сервиса.

## Гренд слем финала

### Победе (7)
| Година | Турнир           | Противник у финалу | Резултат у финалу       |
| 1967.  | Вимблдон         | Вилхелм Бунгерт    | 6–3, 6–1, 6–1           |
| 1967.  | Ју-Ес опен       | Кларк Гребнер      | 6–4, 6–4, 8–6           |
| 1970.  | Вимблдон         | Кен Роузвол        | 5–7, 6–3, 6–3, 3–6, 6–1 |
| 1971.  | Вимблдон         | Стен Смит          | 6–3, 5–7, 2–6, 6–4, 6–4 |
| 1973.  | Аустралијан опен | Они Парун          | 6–3, 6–7, 7–5, 6–1      |
| 1973.  | Ју-Ес опен       | Јан Кодеш          | 6–1, 1–6, 4–6, 6–2, 6–3 |
| 1975.  | Вимблдон         | Џими Конорс        | 7–5, 3–6, 6–4, 7–6      |